# Jean-Philippe Jaworski
Pour les articles homonymes, voir Jaworski.
Œuvres principales
- Janua Vera
- Gagner la guerre
- Même pas mort
- Chasse royale

Jean-Philippe Jaworski, né en 1969, est un écrivain français de fantasy. Il est également l'auteur de plusieurs jeux de rôles.

## Biographie
Jean-Philippe Jaworski naît en 1969. Après des études de lettres, il devient professeur agrégé de lettres modernes au lycée Notre-Dame Saint-Sigisbert à Nancy, fonction qu'il occupe toujours.
En 1983, il découvre le jeu de rôles, et devient l'auteur de deux jeux de rôles amateurs : Tiers Âge, qui permet de jouer dans l'univers du Seigneur des anneaux de Tolkien, et Te deum pour un massacre, un jeu de rôle historique se déroulant en France pendant les guerres de religion. Te deum pour un massacre aboutit à une édition professionnelle en 2005.
Jean-Philippe Jaworski publie en 2007 un premier recueil de nouvelles de fantasy salué par la critique, Janua Vera (paru chez Les Moutons électriques et réédité en poche chez Folio). En 2009, il publie un premier roman, Gagner la guerre, qui remporte le prix Imaginales dans la catégorie « Roman francophone ». Ces deux livres se déroulent dans le Vieux Royaume, un univers de fantasy où la magie est assez peu présente, quoique puissante, et qui puise largement son inspiration dans le roman de cape et d'épée et le roman historique (Renaissance italienne). La trilogie du Chevalier aux épines continue à développer cet univers.
En 2013, il publie Même pas mort, premier tome d'une saga intitulée Rois du monde se déroulant chez les Celtes, et notamment les Bituriges, mettant en scène le héros légendaire Bellovesos (prix Imaginales 2014).
Depuis la fermeture de la maison d'édition Les Moutons électriques il est sous contrat avec la maison Denoël.

### Vie privée
Il est marié, et son épouse participe à ses jeux de rôle.

### Prise de position politique
Après l'annonce le 9 juin 2024 par le Président de la République Emmanuel Macron de la dissolution de l'Assemblée nationale et de la fin anticipée de la XVIe législature de la Cinquième République française, Jean-Philippe Jaworski publie le 26 juin 2024 aux éditions Denoël la nouvelle de fantasy engagée Les Fauteurs d'ordre. Il souhaite ainsi dénoncer la banalisation  et les risques associés à l'éventuelle arrivée au pouvoir de l'extrême droite (notamment du Rassemblement national).

## Œuvres

### Jeux de rôle
- Tiers Âge, 2000 (jeu de rôle amateur)
- Jean-Philippe Jaworski, « Faim de loup », Casus Belli, vol. 2, no 19,‎ 2003 (scénario)
- Jean-Philippe Jaworski, Te deum pour un massacre, Éditions du Matagot, 2005 (réimpr. 2010) (jeu de rôle)
- Jean-Philippe Jaworski, Trois meschantes affaires, Éditions du Matagot, 2005 (scénarios)
- Jean-Philippe Jaworski, « 1562 : Paris assiégé », Casus Belli, vol. 2, no 37,‎ 2006 (scénario)

### Littérature

#### Romans et nouvelles du Vieux Royaume
- Janua Vera, Les Moutons électriques, 2007, recueil de nouvellesPrix du Cafard cosmique - Réédition, Gallimard, coll. « Folio SF » no 332, 2009
  1. Janua Vera
  2. Montefellóne
  3. Mauvaise Donne
  4. Le Service des dames
  5. Une offrande très précieuse
  6. Le Conte de Suzelle
  7. Jour de guigne
  8. Un amour dévorant
  9. Comment Blandin fut perdu
  10. Le Confident
- Gagner la guerre, Les Moutons électriques, 2009, romanPrix Imaginales du meilleur roman francophone 2009 ; prix du premier roman Région Rhône-Alpes - Réédition, Gallimard, coll. « Folio SF » no 388, 2011
- Nuptiale, 2009, nouvellePubliée en ligne sur le site des Moutons électriques[7]
- Montefellóne, 2009, nouvellein Stéphanie Nicot (dir.) Rois et Capitaines, Mnémos
- Janua vera, Les Moutons électriques, 2010, recueil de nouvellesÉdition augmentée
- La Troisième Hypostase, 2010, nouvellein Stéphanie Nicot (dir.) Magiciennes et Sorciers, Mnémos
- Désolation, 2011, nouvellein Stéphanie Nicot (dir.) Victimes et Bourreaux, Mnémos
- Le Sentiment du fer, Hélios, 2015, recueil de nouvellesRéédition, Gallimard, coll. « Folio SF » no 698, 2022
  1. Le Sentiment du fer
  2. L'Elfe et les Égorgeurs
  3. Profanation
  4. Désolation
  5. La Troisième Hypostase
- Matière de Leomance - Récits du Vieux Royaume, Les Moutons électriques, 2020, 1288 p.  (ISBN 978-2-36183-647-4)[8] : regroupe Le Sentiment du Fer, Janua Vera avec des annexes inédites, et Gagner la guerre, ainsi que douze illustrations originales.
- Le Chevalier aux épines
  1. Le Tournoi des preux, Les Moutons électriques, 2023Prix Littéraire du collectif Histoires de Romans 2023 - Réédition, Gallimard, coll. « Folio SF » no 742, 2024
  2. Le Conte de l'assassin, Les Moutons électriques, 2023Réédition, Gallimard, coll. « Folio SF » no 756, 2024
  3. Le Débat des dames, Les Moutons électriques, 2024Réédition, Gallimard, coll. « Folio SF » no 764, 2025, 784 p. (ISBN 978-2-07-304291-0)

#### CycleRois du monde
1. Même pas mort, Première Branche, Les Moutons électriques, 2013Prix Imaginales du meilleur roman francophone 2014, prix Planète SF des blogueurs 2014 - Réédition, Gallimard, coll. « Folio SF » no 505, 2015
2. Chasse royale
  1. Deuxième Branche I, Les Moutons électriques, 2015Réédition sous le titre De meute à mort, Gallimard, coll. « Folio SF » no 592, 2018
  2. Deuxième Branche II, Les Moutons électriques, 2017Réédition sous le titre Les Grands Arrières, Gallimard, coll. « Folio SF » no 620, 2019
  3. Deuxième Branche III, Les Moutons électriques, 2019Réédition dans Curée chaude, Gallimard, coll. « Folio SF » no 684, 2021 (le volume regroupe les troisième et quatrième tomes de Deuxième Branche[9])
  4. Deuxième Branche IV, Les Moutons électriques, 2020Réédition dans Curée chaude, Gallimard, coll. « Folio SF » no 684, 2021 (le volume regroupe les troisième et quatrième tomes de Deuxième Branche[9])
3. La Grande Jument, Les Moutons électriquesÀ paraître

#### Articles
- Jean-Philippe Jaworski, « Théorie des Humeurs ludiques », Casus Belli, vol. 2, no 14,‎ 2002
- Jean-Philippe Jaworski, « Le Seigneur des Anneaux : la tentation du mal », Casus Belli, vol. 2, no 18,‎ 2003 (critique)
- Olivier Caïra (dir.), Jérôme Larré (dir.), Jean-Philippe Jaworski et al., Jouer avec l'histoire, Pinkerton Press, 2009, 160 p. (ISBN 978-2-9533916-0-2), « Te Deum pour un massacre : jouer dans une Histoire douloureuse »
- « Évasion diégétique », in Jeu est un autre - Le ludique et la science-fiction (Yellow Submarine n°134), 2009
- « Le Seigneur des anneaux : roman mythopoétique», in Bifrost (Bifrost(revue) n°76), 2014

#### Autres œuvres
- Celles qui marchent dans l'ombre, in Mythophages, éditions de L'Oxymore, 2004, republiée dans le magazine Horizons fantastiques n°1 en août 2011. (nouvelle)
- Préquelle, in Jérôme Vincent, Charlotte Volper  & Eric Holstein (dir.), Utopiales 09, Actusf, 2009 (nouvelle)
- Kenningar, in L’O10ssée des 10 ans, Gallimard, coll. « Folio SF » hors-série, 2010
- Les Miscellanées de Jean-Philippe Jaworski, Les Moutons électriques, 2019
  1. Celles qui marchent dans l'ombre (nouvelle)
  2. Ils périront sur les plaines de Mimante (nouvelle)
  3. Préquelle (nouvelle)
  4. Kenningar (nouvelle)
  5. Le Petit Coucher de Stanislas (théâtre)
  6. « Évasion diégétique » (article)
  7. « Le Seigneur des Anneaux, roman mythopoétique » (article)
  8. « Julien Gracq aux lisières de la fantasy » (article)
  9. Entretien avec Daria Heinruch (à propos de Même pas mort)
  10. Entretien avec Fabienne Matuszynsky Campos (à propos du cycle du Vieux Royaume)
- Les Fauteurs d'ordre, Denoël, coll. « Lunes d'encre », 2024, nouvelle

### Adaptation en bandes dessinées

#### Gagner la guerre
Adaptation du roman Gagner la guerre par Frédéric Genêt (scénariste et illustrateur) aux éditions Le Lombard et dont le premier tome (Ciudalia) est l'adaptation de la nouvelle Mauvaise Donne (du recueil de nouvelles Janua Vera), qui suit également les aventures de Don Benvenuto Gesufal.
- Gagner la guerre, livre 1 : Ciudalia[10],[11], 2018
- Gagner la guerre, livre 2 : Le Royaume de Ressine, 2019
- Gagner la guerre, livre 3 : La Mère Patrie, 2021

Cette adaptation en bandes dessinées devrait compter cinq tomes.

#### Désolation
Illustration de la nouvelle Désolation (2011) par Melchior Ascaride aux éditions Les Moutons électriques, coll. « La Bibliothèque dessinée », janvier 2020  (ISBN 978-2-36183-615-3).